# Tête de morse
La Tête de morse est un dessin d'Albrecht Dürer réalisé en 1521 qui porte le numéro W. (= Winkler) 823 dans la nomenclature de ses œuvres.

## Description
Le dessin à la plume et à l'encre brune est aquarellé. Il s'agit d'une tête de morse légèrement relevée et tournée vers la gauche avec une barbe drue et piquante sur les joues et les mâchoires inférieure et supérieure et un cou ridé et anormalement mince. La gueule,légèrement ouverte, laisse apparaître quelques dents dans la mâchoire, qui semblent être des molaires. L'œil, anormalement grand, est surmonté d'un sourcil structuré comme la barbe.

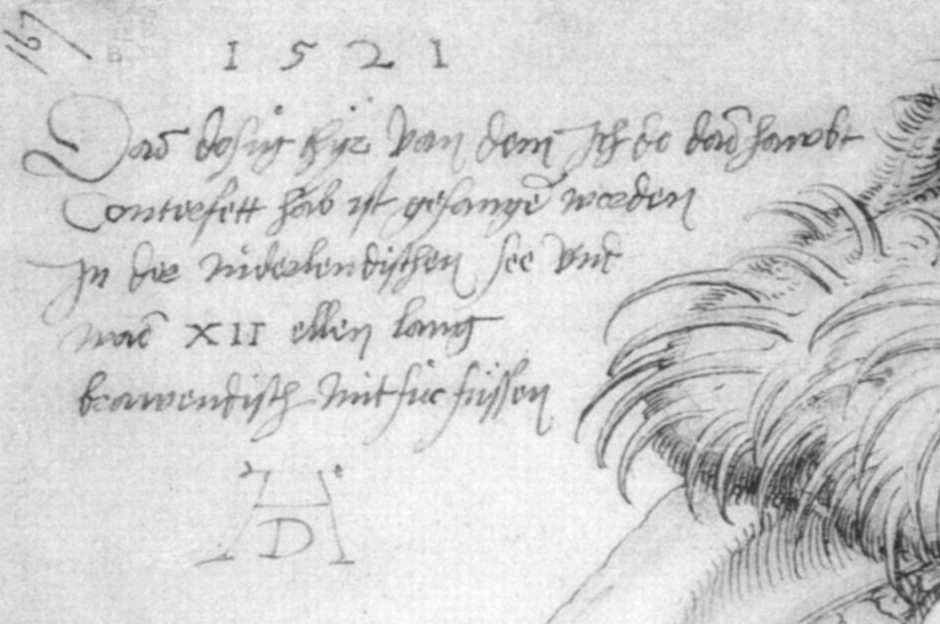
Das dosig thyr...

À gauche de la tête, Dürer a laissé une description de son dessin : Das dosig thyr van dem ich do das hawbt conterfett hab, ist gefange worden in der niderlendischen see und was XII ellen lang brawendisch mit für füssen (« L'animal que j'ai dessiné a été capturé dans la mer du nord aux Pays-Bas et était long de 12 coudées brabantines. »).
La mesure de Dürer est largement exagérée. Douze coudées du Brabant correspondent à environ 8,30 mètres, alors que les morses mâles adultes mesurent environ 3,60 mètres. 
Il est probable que Dürer a vu l'animal empaillé dans une exposition.

## Voyage de Dürer aux Pays-Bas
Le voyage de Dürer aux Pays-Bas s'est déroulé du 15 juillet 1520 jusqu'à l'été 1521. Dürer était accompagné de sa femme Agnès et de sa servante Susanna. Le voyage a eu lieu après la mort de Maximilien Ier, et après que son successeur Charles Quint lui ait confirmé le privilège que Maximilien lui avait octroyé : une rente de 100 florins rhénans  par an par l'intermédiaire du Conseil de la ville de Nuremberg. Dürer, qui avait obtenu le 12 novembre 1520 à Cologne la garantie du maintien de cette rente, en profita alors pour visiter plus longuement les Pays-Bas. Fin novembre 1520 il était à Anvers, lorsqu'il apprit qu'un imposant cétacé s'était échoué à Zierikzee. Il a noté dans son carnet de voyage, que le mammifère mesurait plus de cent brasses de long, ce qui était une exagération significative. Les habitants de la province de Zélande étaient de l'avis qu'il faudrait au moins un an avant que le cadavre soit entièrement dépecé que l'huile soit récupérée.
Le 3 décembre 1520 Dürer décida de voir cet animal de ses propres yeux. Sa femme était entre-temps retournée à Anvers. 
En route, il a visité toutes sortes de lieux : d'abord Berg-op-Zoom, où le palais du Seigneur de Bergen, qui deviendra le siège du Marquisat de Berg-op-Zoom l'a particulièrement impressionné. Il y a d'ailleurs réalisé plusieurs dessins. Le 7 décembre, il est allé, avec ses compagnon Sebastian et Alexander Imhoff, Georg Kötzler et Bernhart von Reesen, à Va sur l'île de Walcheren  et de là à Arnemuiden. C'est alors que l'artiste s'est mis en danger. En sortant du navire, une grande queue s'était formée ; Dürer était l'un des derniers à descendre lorsque l'amarre s'est soudain rompue et le bateau a été entraîné vers le large par une tempête naissante.  Il a rapporté dans son carnet de voyage que personne n'a répondu à ses appels au secours. Seul à bord avec le capitaine qui paniquait, ainsi que Kötzler, deux vieilles femmes et un petit garçon, il a eu l'idée d'utiliser une petite voile pour revenir dans la bonne direction. L'opération de sauvetage a réussi et Dürer a pu se rendre à Middelburg. La ville l'a beaucoup impressionné mais aucun dessin de cet endroit n'a été conservé. Le voyage a continué vers Veere, où il y avait un bac pour Zierikzee. Le 9 décembre, Dürer a utilisé cette liaison et, arrivé à destination, a constaté que la  baleine avait été emportée par la mer. De Berg-op Zoom, il est retourné à Anvers, où il est arrivé le 14 décembre 1520.
Bien que le voyage n'ait pas pu atteindre son but, Dürer avait terminé quelques dessins parmi lesquels des vues de Berg-op-Zoom (W. 768 et W. 772), et l'église inachevée St. Gertrudis de Rombout Kelderman le Jeune, ainsi que le portrait d'une jeune femme à Tracht (W. 770), le portrait de l'aubergiste  Jan de Haas à Berg-op-Zoom (W. 771), le portrait de l'aubergiste à Arnemuiden et celui de Marx Ulstat (W. 773). Sur la feuille on peut voir également un portrait de femme qui a pu cependant être ajouté plus tard. Marx Ulstat était peut-être un parent du médecin et alchimiste Philipp Ulstat.  Dürer a terminé aussi les portraits de Bernhart von Reesen, de Kötzler, de français de Cambrai et d'un certain Monsieur Kerpen de Cologne, vraisemblablement Bernhard von Kerpen. La Tête de morse est à rattacher à ce voyage mais elle n'est pas rapportée dans son carnet de voyage et a pu être réalisée plus tard.